# Tetramesa longula
Tetramesa longula is een vliesvleugelig insect uit de familie Eurytomidae. De wetenschappelijke naam is voor het eerst geldig gepubliceerd in 1820 door Dalman.